# 文浪
文浪（ぶんろう、生没年不詳）とは、江戸時代の浮世絵師。

## 来歴
師系・経歴不明。作は歌麿風だが、歌麿の門人だったかどうかは明らかではない。作画期は享和の頃とされ、錦絵を残している。

## 作品
- 「鷹匠と美人」　大判錦絵　東京国立博物館所蔵
- 「おさな遊び七小町　清水小まち」　間判錦絵　公文教育研究会所蔵　※「何をして　身のいたづらに　老にけむ　たきのけしきは　よはらぬものを」の画賛あり
- 「山姥と金太郎」　大判錦絵